# 4184 Бердяєв
4184 Бердя́єв (4184 Berdyayev) — астероїд головного поясу, відкритий 8 жовтня 1969 року.
Тіссеранів параметр щодо Юпітера — 3,406.